# Colom Coll pelat
El colom coll pelat, d'aparença molt rara, s'anomena així perquè presenta el coll enterament lliure de plomes, amb una garlanda blanca a la base ("corona"). És una raça de colom pròpia de Catalunya.

## Origen
Ja s'esmenta a principis del segle xx, tot i que molt probablement els seus orígens es remunten a la presència musulmana (musulmans) a la península Ibèrica.

## Morfologia
Colom mitjà, presenta un cap pla i les cames netes de plomes. Els ulls són sempre blancs o perlins, i el bec, de banya. La carúncula nasal és de grandària mitjana i blanca. El plomatge, ros, i la cua, blanca. Les ales reposen sobre la cua. En els exemplars purs, el coll és sempre ben net de plomes, però s'observa tota una gradació en la superfície plomada en els exemplars encreuats. A l'hivern, aquesta zona nua presenta petits canons de ploma.

## Estat actual de la raça
Actualment només hi ha un criador a Valls que es dediqui a aquesta raça, poc atractiva però realment interessant. El seu cens és d'uns 15-20 exemplars tan sols.

## Curiositats
Hi ha una curiosa anècdota d'un criador de Madrid que en tenia, però que se'ls va menjar tot pensant que estaven malalts...